# Monts Tcherski
Pour les articles homonymes, voir Tcherski (homonymie).
Ne doit pas être confondu avec Monts Tcherski (Transbaïkalie).
Les monts Tcherski (en russe : Хребет Черского, Khrebet Tcherskogo) sont une chaîne de montagnes du Nord-Est de la Russie, en Sibérie orientale. Orienté nord-ouest sud-est, l'ensemble, qui s'étend sur une longueur de mille kilomètres, est situé pour l'essentiel sur le territoire de la République de Sakha (Iakoutie), les contreforts méridionaux étant situés dans l'oblast de Magadan.

## Toponymie
Les monts Tcherski ont été baptisés en l'honneur de l'explorateur, géographe et géologue polo-biélorusse Jan Czerski, déporté en Sibérie pour avoir pris part à l'insurrection de janvier (1863-1864), qui dirigea une des premières expéditions scientifiques dans la région.

## Géographie

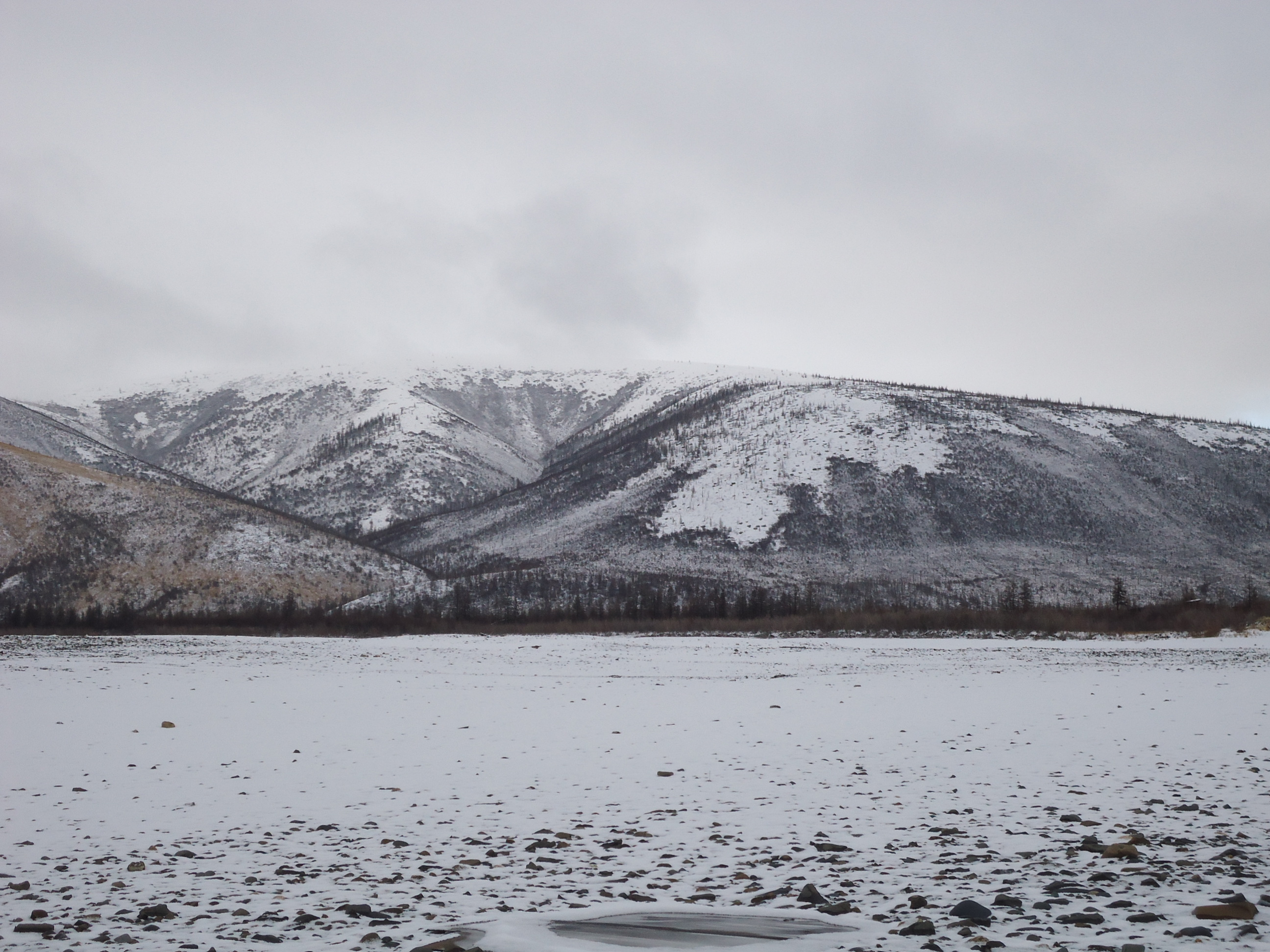
Kyundyulyun, les contreforts les plus septentrionaux des monts Tcherski.

Les monts Tcherski sont situés de part et d'autre du cercle polaire et font partie des montagnes de Sibérie orientale situées au sud de la mer des Laptev. Le massif est entouré au nord-est par la plaine de Sibérie orientale et à l'est par les monts de la Moma. Vers le sud-est, le massif s'abaisse progressivement vers la mer d'Okhotsk ; les contreforts méridionaux du massif s'étendent jusqu'au port de Magadan. Parmi ces contreforts se trouve la chaîne des monts Anngatchak avec le mont Aborigène haut de 2 287 mètres. Au nord-ouest, les monts Tcherski s'étendent jusqu'à la vallée de l'Iana et au sud-ouest jusqu'au plateau d'Oïmiakon, au sein des monts de Verkhoïansk.
Du point de vue géologique, le massif se situe à la frontière des plaques tectoniques eurasiatique et nord-américaine. Il est constitué de horsts parallèles de schistes et de granites. Ces couches ont été soulevées à l'ère secondaire par plissements puis aplanis par l'érosion qui explique leur forme de croupe arrondie. Ils ont ensuite été de nouveau soulevés ce qui a permis à l'érosion glaciaire de ciseler les parties les plus hautes.
Le massif est traversé par le fleuve Indiguirka qui y perce une vallée sinueuse. Son point culminant est le mont Pobeda (en russe Gora Pobeda) à 3 003 mètres d'altitude et le deuxième plus haut sommet est le mont Aborigène (2 287 mètres) situé sur les contreforts méridionaux du massif.
Le massif comporte de nombreux glaciers.
Vu les températures glaciales liées au climat des monts Tcherski en hiver, la seule forme de végétation est la toundra où se glissent, surtout dans les vallées, des mélèzes de Dahurie. Les monts Tcherski sont quasiment inhabités à l'exception de quelques exploitations minières.